# Lago Svínavatn

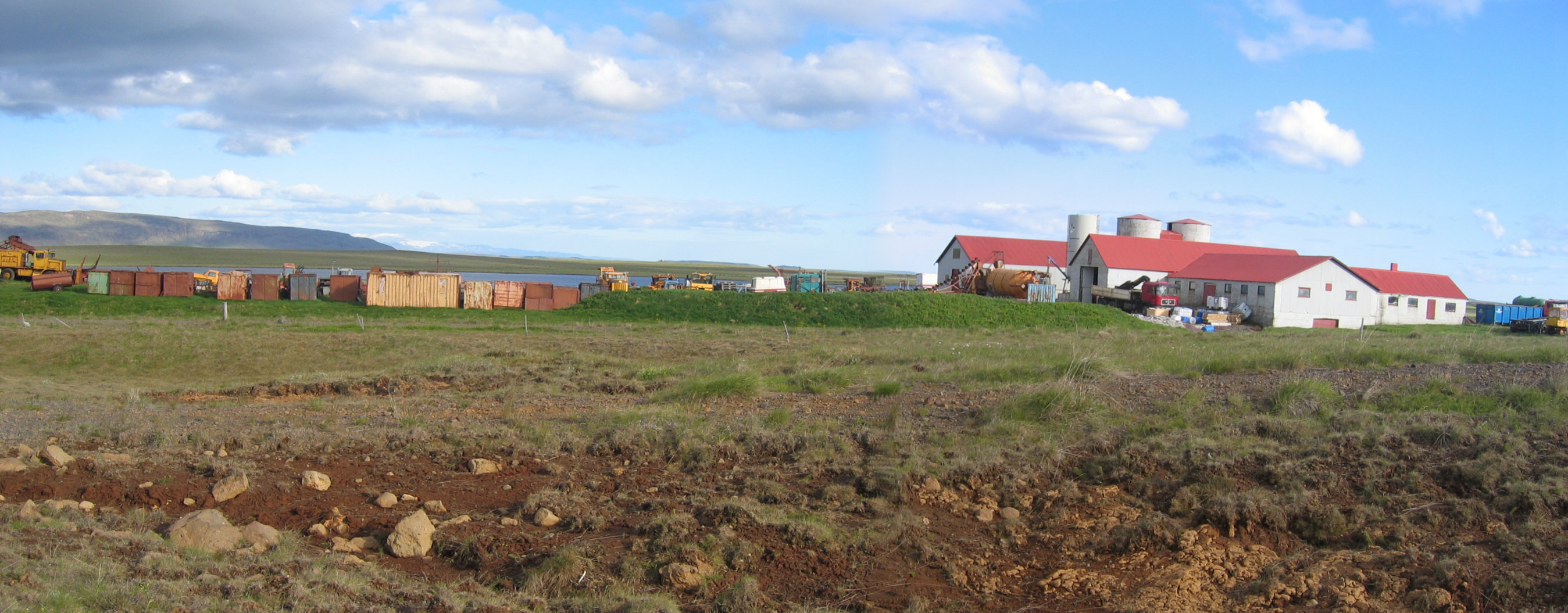
Svínavatn de Grímsnesi.

Existem três lagos na Islândia com o nome Svínavatn.
- Um lago muito pequeno no vale Heydalur perto de Hvammsfjörður na península de Snæfellsnes.
- Um lago maior a sul de Blönduós, com uma superfície de 12 km².
- Um outro lago pequeno a oeste do Lago Blöndulón, na extremidade norte da estrada de Kjölur que atravessa as Terras Altas da Islândia.